# Pietro Guarneri
Pietro Guarneri, född 14 april 1695, död 7 april 1762, var en italiensk fiolbyggare från Cremona och medlem av den berömda fiolbyggarsläkten Guarneri. År 1717 flyttade han till Venedig för att lära sig fiolbyggarhantverket och 1733 öppnade han sin egen ateljé. Det är också efter 1733 som han tillverkade sina bästa instrument som kännetecknas av en blandning mellan den Cremonianska och Venediska folbyggarskolan. Pietro Guarneri är också känd som Pietro da Venezia, eftersom han bodde i Vendedig största delen av sitt liv.